# 支払備金
支払備金（しはらいびきん）とは保険会計における用語で、決算基準日において、既に保険事故が発生している契約のために積み立てられる金額のこと。保険契約積立金の1つである。保険業法施行規則第七十三条では、普通支払備金とIBNR備金に分けて積み立てることが求められている。